# Trieste (batiscafo)
Il Trieste è un batiscafo progettato in Svizzera, di costruzione italiana e in servizio presso la marina militare degli Stati Uniti d'America dal 1958 al 1971.
Si trattava di un'imbarcazione di nuova concezione progettata da Auguste Piccard, con sfera di zavorra solidale allo scafo, cioè non separata e legata alla nave appoggio, e concepita per ospitare due membri d'equipaggio.
Il 23 gennaio 1960 discese fino sul fondo della fossa delle Marianne conseguendo il record umano di profondità sotto il livello del mare, 10 902 metri, eguagliato soltanto 52 anni dopo quando il regista canadese James Cameron effettuò la discesa in solitaria a bordo del batiscafo Deepsea Challenger. Altre due imbarcazioni, senza equipaggio, avevano raggiunto la stessa profondità nel frattempo, la giapponese Kaiko tra il 1995 e il 1998 e la statunitense Nereus nel 2009.
Disarmato nel 1966, il Trieste è esposto al Museo Navale di Washington.

## Struttura

Animazione che illustra il funzionamento del batiscafo.

Il Trieste fu ideato dallo scienziato svizzero Auguste Piccard, che applicò gli studi ed i suoi esperimenti con il pallone stratosferico.
La costruzione del batiscafo venne eseguita in Italia, a Trieste, nel Cantiere San Marco dei Cantieri Riuniti dell'Adriatico, la sfera di immersione costruita in acciaio inossidabile alle acciaierie di Terni con spessore di 12,6 cm e oblò in quarzo troncoconico realizzato presso le officine Galileo di Firenze, e al cantiere navale di Castellammare di Stabia, dove la sfera fu saldata allo scafo. La prima immersione e il collaudo si svolse nelle acque dell’isola di Capri. In seguito (nel 1958) il Trieste venne acquistato dalla U.S. Navy per 250 000 $.
Il batiscafo era costituito fondamentalmente da una camera riempita di benzina per permettere il galleggiamento del Trieste e da una sfera a pressione costante separata dal resto della struttura. Questa struttura rivoluzionò il metodo di immersione: mentre prima una sfera era calata in acqua da una nave, rimanendo sempre collegata ad essa tramite un cavo, il Trieste era in grado di muoversi liberamente, senza essere collegato in alcun modo alla nave durante l'immersione.
Il Trieste era lungo più di 15 m, ma buona parte della sua grandezza era dovuta alla presenza di una serie di galleggianti riempiti con 85 m³ di benzina e di compensatori riempiti d'aria. L'equipaggio doveva stare nella sfera di 2,16 m, attaccata al fondo della struttura, per raggiungere la quale era necessario attraversare un tunnel che passava attraverso il galleggiante.

Principali caratteristiche del Trieste

All'interno, la sfera in cui si trovava l'equipaggio era accessoriata per permettere la vita di due persone in modo completamente indipendente, tanto dalla nave in superficie, quanto dal resto della struttura. Con un sistema a circuito chiuso simile a quello utilizzato nelle navicelle spaziali, l'aria entrava nella sfera da cilindri in pressione e l'anidride carbonica veniva eliminata passando attraverso scatole metalliche a calce sodata. Il sistema era alimentato da batterie.
La sfera fu costruita a Terni, in Italia, dalla Società delle Fucine delle Acciaierie di Terni. Fu realizzata in due pezzi (semisfere) forgiati e temprati in olio. Per resistere alla pressione di 110 MPa (1,25 tonnellate per cm²) calcolata nella parte inferiore, le pareti della sfera furono costruite di 12,7 cm (lo spessore era sovradimensionato, in modo da permettere alla sfera di sopportare pressioni anche superiori a quelle previste). La sfera pesava 13 tonnellate. Il galleggiante era necessario perché era impossibile progettare una sfera abbastanza grande per mantenere una pressione sopportabile per un uomo ed allo stesso tempo con delle pareti abbastanza sottili da permetterne il naturale galleggiamento. Fu scelta la benzina come liquido per riempire i galleggianti perché è meno densa dell'acqua e mantiene le sue caratteristiche di incomprimibilità anche a pressioni elevate. Lo scafo fu invece costruito nel cantiere navale di San Marco dei Cantieri Riuniti dell'Adriatico di Trieste, verso la fine del 1952. La sfera fu quindi fissata allo scafo nel cantiere navale di Castellammare di Stabia, e la prima immersione avvenne il 16 agosto 1953 nelle acque di Capri. La prima vera immersione avvenne il 30 settembre 1953, dalle ore 08:18 alle ore 10:40, a 3 150 metri nella fossa del Tirreno al largo dell'isola di Ponza.
L'unico contatto visivo con l'esterno era reso possibile da un singolo blocco a forma di cono di plexiglas, unico materiale trasparente che potesse sopportare pressioni così elevate. L'illuminazione esterna fu resa possibile con delle speciali lampadine al quarzo, in grado di resistere a pressioni superiori alle 1000 atmosfere senza subire modificazioni.
Nove tonnellate di pellet in ferro fungevano da zavorra poiché le pressioni estreme non avrebbero permesso l'immissione di aria nelle eventuali zavorre. Questa zavorra di ferro era liberata tramite elettromagneti, in modo tale da permettere al Trieste di risalire immediatamente in superficie in caso di guasto all'impianto elettrico.

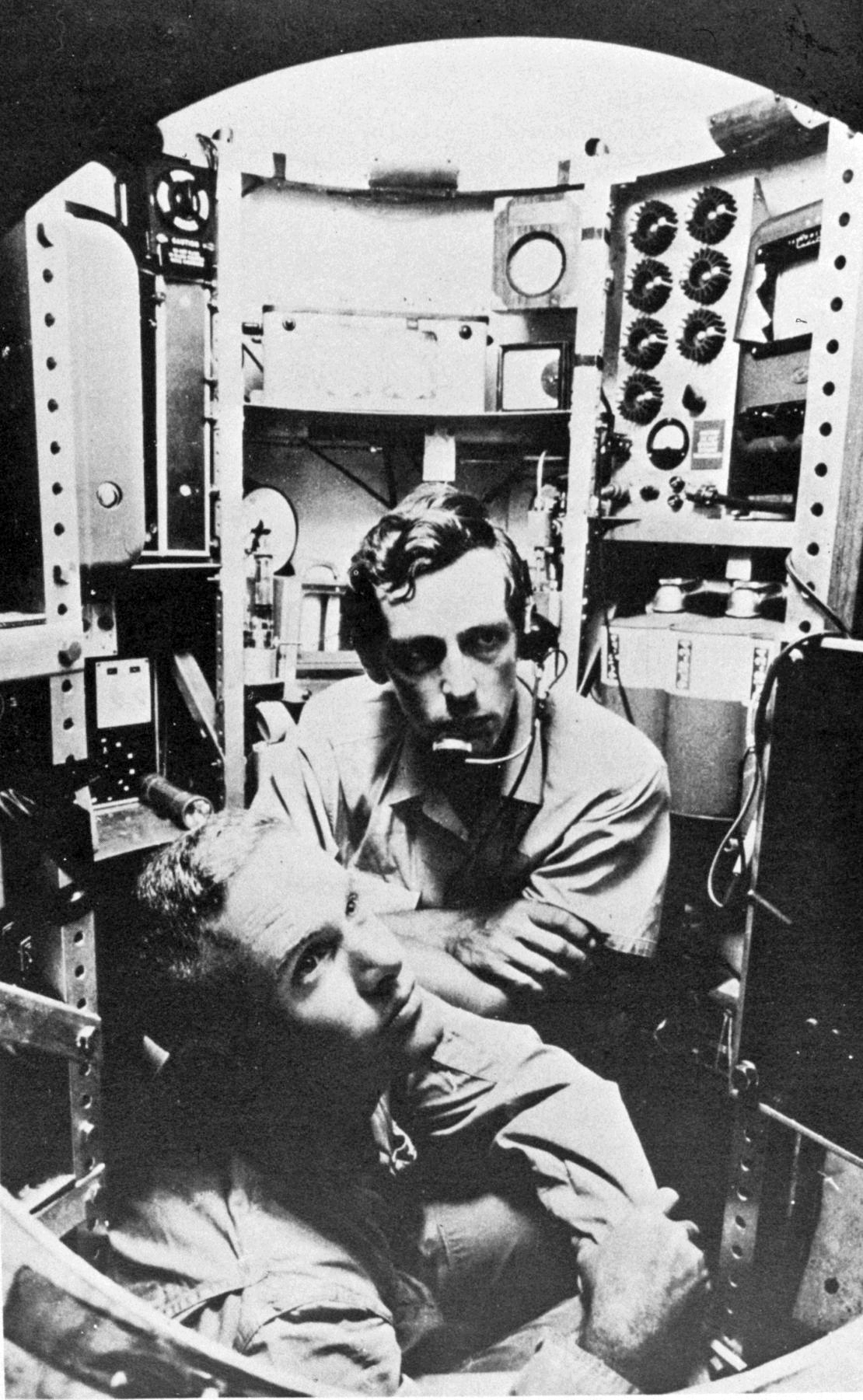
Don Walsh e Jacques Piccard all'interno del Trieste

## L'immersione nella Fossa delle Marianne
Il Trieste partì da San Diego il 5 ottobre 1959 alla volta dell'isola di Guam, per dare inizio al progetto Nekton (una serie di immersioni nella profondissima fossa delle Marianne).
Il 23 gennaio il Trieste raggiunse il punto più profondo della fossa delle Marianne con a bordo Jacques Piccard, figlio di Auguste, e Don Walsh, della U.S. Navy. Questa fu la prima volta che un batiscafo, con o senza equipaggio, raggiunse quella profondità. I sistemi di bordo indicarono una profondità di 11 521 m, anche se successivamente questo dato fu portato a 10 916 m, e misure ancor più precise nel 1995 portarono la profondità a 10 911 m sino ad una misurazione definitiva del 2009 pari 10 902 m.
Per portare a termine la discesa ci vollero 5 ore, e i due uomini rimasero nel punto più profondo del fondale oceanico per circa venti minuti. Una volta raggiunta la profondità massima, Piccard e Walsh riuscirono inaspettatamente a rimettersi in contatto con la nave di supporto in superficie con un sistema sonar/idrofono. I messaggi, per percorrere la distanza che separava il Trieste dalla superficie, impiegavano 7 secondi.
I due dell'equipaggio osservarono sul fondo dell'oceano la presenza di sogliole o platesse, che provano l'esistenza di forme di vita anche a questi valori di pressione.
Dopo il Trieste solo quattro batiscafi hanno raggiunto le profondità della fossa delle Marianne:
- il Kaiko (senza equipaggio), nel 1995, ma lo scafo si perse in mare durante una missione nel 2003.[3]
- il Nereus (senza equipaggio), nel 2009.[4]
- il Deepsea Challenger di proprietà e pilotato da James Cameron nel marzo del 2012.[5]
- il Triton Submarines Limiting Factor dell'esploratore americano Victor Vescovo nel 2019.[6]

## Altre immersioni delTrieste
Nell'aprile del 1963 il Trieste fu modificato per essere utilizzato nell'Oceano Atlantico. Nell'agosto dello stesso anno fu utilizzato per la ricerca dell'USS Thresher. Quest'ultimo fu ritrovato nei pressi del New England a 2560 metri al di sotto della superficie.
Dopo questa missione il Trieste fu smantellato e la sua sfera pressurizzata fu utilizzata nel batiscafo Trieste II. I batiscafi di tipo Trieste furono definitivamente eliminati nel 1983 per essere sostituiti dai batiscafo di tipo Alvin che risultano essere più resistenti e più duraturi benché possano raggiungere profondità massime di soli 6000 metri.
La sfera pressurizzata originale del batiscafo Trieste è tuttora nell'U.S. Navy Museum a Washington.

## IlTriestenella cultura popolare
Il racconto Nekton di Paolo Agaraff è ispirato all'immersione nella fossa delle Marianne del batiscafo Trieste.
Il saggio storiografico "Il Trieste" di Enrico Halupca, edizioni Italo Svevo, Trieste 2019 narra attraverso la consultazione di documentazione inedita i retroscena della spedizione italo-svizzera del 1953 del batiscafo Trieste nella fossa tirrenica (3150 metri di profondità) che anticipò il record assoluto del 1960 nella fossa delle Marianne.

### Fonti
1. ↑  Piccard, p. 107.
2. ↑   Cameron arriva sul fondo della fossa delle Marianne, su La Repubblica, 26 marzo 2012. URL consultato il 20 gennaio 2020 (archiviato l'8 marzo 2016).
3. ↑  (EN) Hidehiko Nakajoh, Takashi Murashima, Noriyasu Yamauchi e Hideki Sezoko, Sediment Sampling at a Depth of 10,131m in the Challenger Deep by ROV Kaiko, su IEEE. URL consultato il 18 maggio 2025.
4. ↑  (EN) Nereus in the Challenger Deep, su Woods Hole Oceanographic Institution, 31 maggio 2009. URL consultato il 18 maggio 2025.
5. ↑   Deepsea Challenger: in fiamme il batiscafo di James Cameron, su Daily Nautica, 28 luglio 2015. URL consultato il 18 maggio 2025.
6. ↑  (EN) Deepest Submarine Dive in History, Five Deeps Expedition Conquers Challenger Deep (PDF), su fivedeeps.com. URL consultato il 14 maggio 2019.